# Tetrix
Tetrix is een geslacht van rechtvleugeligen uit de familie doornsprinkhanen (Tetrigidae). De wetenschappelijke naam van dit geslacht is voor het eerst geldig gepubliceerd in 1802 door Latreille.

## Soorten
Het geslacht Tetrix omvat de volgende soorten:
- Tetrix aelytra Deng, Zheng & Wei, 2009
- Tetrix akagiensis Uchida & Ichikawa, 1999
- Tetrix albistriatus Yao & Meng, 2006
- Tetrix albomaculatus Zheng & Jiang, 2006
- Tetrix albomarginis Zheng & Nie, 2005
- Tetrix albonota Zheng, 2005
- Tetrix americana Hancock, 1909
- Tetrix andeanum Hebard, 1923
- Tetrix arcunotus Ingrisch, 2001
- Tetrix arenosa Burmeister, 1838
- Tetrix areolata Westwood, 1841
- Tetrix baoshanensis Zheng, Wei & Liu, 1999
- Tetrix barbifemura Zheng, 1998
- Tetrix beibuwanensis Zheng & Jiang, 1994
- Tetrix beihaiensis Deng & Zheng, 2007
- Tetrix bipunctata Linnaeus, 1758
- Tetrix bolivari Saulcy, 1901
- Tetrix brachynota Zheng & Deng, 2004
- Tetrix brevipennis Zheng & Ou, 2010
- Tetrix brunnerii Bolívar, 1887
- Tetrix cavifrontalis Liang, 1998
- Tetrix cenwanglaoshana Zheng, Jiang & Liu, 2005
- Tetrix ceperoi Bolívar, 1887
- Tetrix ceperoides Zheng & Jiang, 1997
- Tetrix changbaishanensis Ren, Wang & Sun, 2003
- Tetrix changchunensis Wang, Wang & Ren, 2005
- Tetrix chichibuensis Uchida & Ichikawa, 1999
- Tetrix chongqingensis Zheng & Shi, 2002
- Tetrix cliva Zheng & Deng, 2004
- Tetrix collina Rehn, 1952
- Tetrix condylops Gerstaecker, 1869
- Tetrix crassivulva Denis, 1954
- Tetrix curvimarginus Zheng & Deng, 2004
- Tetrix cuspidata Hancock, 1907
- Tetrix cyaneum Stoll, ja
- Tetrix dentifemura Zheng, Shi & Luo, 2003
- Tetrix dimidiata Westwood, 1841
- Tetrix dongningensis Wang, 2007
- Tetrix dorrigensis Rehn, 1952
- Tetrix dubiosus Bolívar, 1887
- Tetrix ensifer Westwood, 1841
- Tetrix erhaiensis Zheng & Mao, 1997
- Tetrix ewenkensis Zheng, Shi & Mao, 2010
- Tetrix fengmanensis Ren, Meng & Sun, 2003
- Tetrix fuchuanensis Zheng, 1998
- Tetrix fuhaiensis Zheng, Zhang, Yang & Wang, 2006
- Tetrix fuliginosa Zetterstedt, 1828
- Tetrix gibbosa Meng & Wang, 2012
- Tetrix gifuensis Storozhenko, Ichikawa & Uchida, 1994
- Tetrix glochinota Zhao, Niu & Zheng, 2010
- Tetrix gracilis Bruner, 1906
- Tetrix grossifemura Zheng & Jiang, 1997
- Tetrix grossovalva Zheng, 1994
- Tetrix guangxiensis Zheng & Jiang, 1996
- Tetrix guibeiensis Zheng, Lu & Li, 2000
- Tetrix guibeioides Deng, Zheng & Wei, 2007
- Tetrix guilinica Li & Huang, 2000
- Tetrix guinanensis Zheng & Jiang, 2002
- Tetrix huanjiangensis Zheng, Shi & Mao, 2010
- Tetrix hururanus Ingrisch, 2001
- Tetrix interrupta Zheng & Xu, 2010
- Tetrix irrupta Bolívar, 1887
- Tetrix japonica Bolívar, 1887
- Tetrix jigongshanensis Zhao, Niu & Zheng, 2010
- Tetrix jilinensis Ren, Wang & Meng, 2004
- Tetrix jingheensis Liang & Zheng, 1998
- Tetrix jinshajiangensis Zheng & Shi, 2001
- Tetrix jiuwanshanensis Zheng, 2005
- Tetrix kantoensis Uchida & Ichikawa, 1999
- Tetrix kraussi Saulcy, 1888
- Tetrix kunmingensis Zheng & Ou, 1993
- Tetrix kunmingoides Zheng, 2005
- Tetrix laticeps Westwood, 1841
- Tetrix latifemuroides Zheng, 2005
- Tetrix latipalpa Cao & Zheng, 2011
- Tetrix lativertex Zheng, Li & Wei, 2002
- Tetrix liuwanshanensis Deng, Zheng & Wei, 2007
- Tetrix lochengensis Zheng, 2005
- Tetrix longipennioides Zheng & Ou, 2010
- Tetrix longipennis Zheng, 2006
- Tetrix longzhouensis Zheng & Jiang, 2000
- Tetrix macilenta Ichikawa, 1993
- Tetrix maguanensis Deng, Zheng & Wei, 2007
- Tetrix mandanensis Zheng & Ou, 2010
- Tetrix minor Ichikawa, 1993
- Tetrix miserus Walker, 1871
- Tetrix montivaga Rehn, 1952
- Tetrix morbillosus Fabricius, 1787
- Tetrix mundus Walker, 1871
- Tetrix nanpanjiangensis Deng, Zheng & Wei, 2008
- Tetrix nanus Bruner, 1910
- Tetrix nigricolle Walker, 1871
- Tetrix nigrimarginis Zheng & Ou, 2004
- Tetrix nigristriatus Zheng & Nie, 2005
- Tetrix nigromaculata Zheng & Shi, 2002
- Tetrix nigrotibialis Chen, Zheng & Zeng, 2010
- Tetrix nikkoensis Uchida & Ichikawa, 1999
- Tetrix nonmaculata Zheng & Ou, 2004
- Tetrix ochronotata Zheng, 1998
- Tetrix ornata Say, 1824
- Tetrix parabarbifemura Zheng & Ou, 2004
- Tetrix parabipunctata Zheng & Ou, 2004
- Tetrix parabrachynota Zheng, Wang & Shi, 2007
- Tetrix phrynus Rehn, 1952
- Tetrix priscus Bolívar, 1887
- Tetrix pseudosimulans Zheng & Shi, 2010
- Tetrix qilianshanensis Zheng & Chen, 2000
- Tetrix qinlingensis Zheng, Huo & Zhang, 2000
- Tetrix rectimargina Zheng & Jiang, 2004
- Tetrix reductus Walker, 1871
- Tetrix ruyuanensis Liang, 1998
- Tetrix sadoensis Storozhenko, Ichikawa & Uchida, 1994
- Tetrix serrifemoralis Zheng, 1998
- Tetrix serrifemoroides Zheng & Jiang, 2002
- Tetrix shaanxiensis Zheng, 2005
- Tetrix shennongijaensis Zheng, Li & Wei, 2002
- Tetrix sierrana Rehn & Grant, 1956
- Tetrix sigillatum Bolívar, 1908
- Tetrix signatus Bolívar, 1887
- Tetrix silvicultrix Ichikawa, 1993
- Tetrix simulanoides Zheng & Jiang, 1996
- Tetrix simulans Bey-Bienko, 1929
- Tetrix sinufemoralis Liang, 1998
- Tetrix sipingensis Hao, Wang & Ren, 2006
- Tetrix subulata Linnaeus, 1758
- Tetrix subulatoides Zheng, Zhang, Yang & Wang, 2006
- Tetrix tartara Bolívar, 1887
- Tetrix tenuicornis Sahlberg, 1891
- Tetrix tenuicornoides Wang, Yuan & Ren, 2006
- Tetrix tianensis Zheng, 2005
- Tetrix tinkhami Zheng & Liang, 1998
- Tetrix torulosinota Zheng, 1998
- Tetrix torulosinotoides Zheng & Jiang, 2004
- Tetrix totulihumerus Zheng & Nie, 2005
- Tetrix transimacula Zheng, 1998
- Tetrix tubercarina Zheng & Jiang, 1994
- Tetrix tuerki Krauss, 1876
- Tetrix undatifemura Zheng, Huo & Zhang, 2000
- Tetrix undulata Sowerby, 1806
- Tetrix wadai Uchida & Ichikawa, 1999
- Tetrix wagai Bazyluk, 1962
- Tetrix weishanensis Zheng & Mao, 2002
- Tetrix wutaishanensis Zheng & Shi, 2010
- Tetrix xiangzhouensis Deng, Zheng & Wei, 2008
- Tetrix xinchengensis Deng, Zheng & Wei, 2007
- Tetrix xinganensis Zheng, 1997
- Tetrix xinjiangensis Zheng, 1996
- Tetrix yangshuoensis Li & Huang, 2000
- Tetrix yaoshanensis Liang, 1998
- Tetrix yizhouensis Zheng & Deng, 2004
- Tetrix yunlongensis Zheng & Mao, 2002
- Tetrix yunnanensis Zheng, 1992
- Tetrix zayuensis Zheng & Shi, 2009
- Tetrix zhengi Jiang, 1994